# كريستيان غارسيا (لاعب كرة قدم أرجنتيني)
كريستيان غارسيا (بالإسبانية: Cristian García)‏ هو رياضي ولاعب كرة قدم أرجنتيني، (ولد في Tulumba Department ‏ في الأرجنتين القرن 20 و 1974  م). لعب مع كيلمس.

## وصلات خارجية
- كريستيان غارسيا على موقع قاعدة بيانات كرة القدم.إي يو (الإنجليزية)
- كريستيان غارسيا على موقع Soccerway.com (الإنجليزية)